# Rhizophydium mycetophagum
Rhizophydium mycetophagum är en svampart som beskrevs av Karling 1946. Rhizophydium mycetophagum ingår i släktet Rhizophydium och familjen Rhizophydiaceae.   Inga underarter finns listade i Catalogue of Life.